# Gallin
Gallin ist eine Gemeinde im Landkreis Ludwigslust-Parchim in Mecklenburg-Vorpommern (Deutschland). Sie wird vom Amt Zarrentin mit Sitz in der Stadt Zarrentin am Schaalsee verwaltet. 

## Geografie
Gallin liegt im Westen Mecklenburg-Vorpommerns an der Landesgrenze zu Schleswig-Holstein. Durch das Gemeindegebiet fließt die Boize in südliche Richtung zur Sude. Das Gemeindegebiet gliedert sich in die Ortsteile Gallin, Hof-Gallin und Nieklitz.
Umgeben wird Gallin von den Nachbargemeinden Lüttow-Valluhn im Norden, Kogel im Osten, Vellahn im Südosten, Greven im Südwesten sowie Gudow im Nordwesten.

## Geschichte

### Gallin
Gallin wurde 1230 als Galin im  Ratzeburger Zehntregister als Dorf des Landes Boizenburg erstmals urkundlich erwähnt. Der Name ist altslawischen Ursprungs und bedeutet Ort des Gala.
Später gehörte Gallin zusammen mit den Orten Bernstorf, Camin, Neuenkirchen und Tessin der Raubritterfamilie Züle, welche jedoch 1349 vertrieben wurde. 1399 ging Gallin an den Herzog  Albrecht III. über. Herzog Johann Albrecht II. verlehnte das Gut und Dorf Gallin 1627 an Heinrich Husanus, in dessen Familienbesitz Gallin bis zu seinem Tod 1673 blieb. Danach wurde das Dorf wieder Besitz der mecklenburgischen Herzöge. Im selben Jahr wurde Gallin an die Gebrüder von Wedemhof zu Lübeck verkauft, welche es dem Lübecker Bürgermeister Hieronymus von Dorne vererbten. Für 1000 Taler kaufte Herzog Friedrich Wilhelm im Jahr 1705 das Gut. Von 1713 bis 1730 wurde der Ort an David Johann Braunschweig und anschließend an seine Witwe verpfändet.
Nach dem Zweiten Weltkrieg war Gallin zunächst weiterhin landwirtschaftlich geprägt. Ab 1990 entstand auf Gemeindegebiet und demjenigen der nördlich benachbarten Gemeinde Lüttow-Valluhn das größte neu geschaffene Gewerbegebiet Mecklenburg-Vorpommerns. Hier haben sich, begünstigt durch die Lage unmittelbar an der Autobahn Hamburg – Berlin mit eigener Abfahrt, vorrangig Unternehmen aus dem Transportgewerbe niedergelassen.

### Nieklitz
Auch Nieklitz wird 1230 im Ratzeburger Zehntregister erstmals urkundlich erwähnt. Der Name ist ebenfalls altslawischer Herkunft und lautete damals Niclesse was so viel bedeutet wie Nachkommen des Nikol. Ursprünglich gehörte das Dorf den Herren von Roddin, die es an die Herren von Züle verkauften. Im März 1370 schenkten Kuno von Züle und dessen Sohn Vicke das Dorf dem Kloster Zarrentin, nach 1552 wurde es Teil des fürstlichen Amtes Zarrentin unter den Namen Fürstlicher Hof bzw. Amtshof. Im Jahr 1857 hatte Nieklitz 76 Einwohner.
Im Juli 1894 kam es in Nieklitz bei Bauarbeiten für eine Scheune des Rademachers zu einem Aufsehen erregenden Schatzfund, bei dem 152 kleinere deutsche Silbermünzen aus der Zeit von 1667 bis 1734 gefunden wurden. Das kleine eingeschossige Gutshaus Nieklitz ist heute ein saniertes Wohnhaus.
1947 begann man im Nieklitzer Moor mit der Torfgewinnung, diese wurde 1958 wieder eingestellt. Das Moor wurde Naturschutzgebiet.
Am 1. Juli 1950 wurde Nieklitz nach Gallin eingemeindet.
Zwischen 2000 und 2013 bestand das Zukunftszentrum Mensch – Natur – Technik – Wissenschaft. Es war von Berndt Heydemann ins Leben gerufen worden, der dafür 2005 den Umweltpreis der Bundesstiftung Umwelt erhielt. Seit 2016 wird das Gelände von einer Lebensgemeinschaft bewohnt, die auf genossenschaftlicher Basis neue ökologische Wege gehen möchte.

## Politik

### Gemeindevertretung und Bürgermeister
Der Gemeinderat besteht (inkl. Bürgermeister) aus 8 Mitgliedern. Die Wahl zum Gemeinderat am 26. Mai 2019 hatte folgende Ergebnisse:
| Partei/Bewerber                         | Prozent | Sitze |
| --------------------------------------- | ------- | ----- |
| CDU                                     | 56,65   | 5     |
| Freie Wählergemeinschaft Zukunft Gallin | 20,00   | 2     |
| WG Freie Wähler Gallin                  | 18,77   | 1     |

Bürgermeister der Gemeinde ist Klaus-Dieter Müller (CDU), er wurde mit 79,67 % der Stimmen gewählt.

### Wappen
| Wappen von Gallin | Blasonierung: „In Grün eine silberne Spitze, belegt mit einer roten Kapelle mit zwei betagleuchteten quadratischen Fenstern, einem spitzbedachten Holzturm und einer offenen Tür; vorn eine schräg gestellte silberne Pfeilspitze; hinten eine silberne Windrose, oben besteckt mit einer halben goldenen Lilie.“ |
| Wappen von Gallin | Wappenbegründung: In dem Wappen wird mit der Kapelle der Bezug zu der im Zentrum von Gallin stehenden, 1656 geweihten St.-Anna-Kapelle hergestellt. Die dem Wappen der Familie von Zülen entlehnte Pfeilspitze, soll an die ersten namentlich bekannten Ortsherren erinnern. Die Windrose steht für das an der A24 auf dem Gelände der früheren Grenzübergangsstelle, dem heutigen Gewerbegebiet Valluhn/Gallin, neu errichtete Logistikzentrum, von dem die Handelsgüter in alle Himmelsrichtungen umgeschlagen werden. Das Wappen und die Flagge wurde von dem Glaisiner Manfred Sturzenbecher gestaltet. Es wurde am 13. Februar 2003 durch das Ministerium des Innern genehmigt und unter der Nr. 276 der Wappenrolle des Landes Mecklenburg-Vorpommern registriert. |

### Flagge

Flagge der Gemeinde Gallin

Die Flagge wurde am 27. August 2003 durch das Ministerium des Innern genehmigt.
Die Flagge ist gleichmäßig längs gestreift von Weiß und Grün. In der Mitte des Flaggentuchs liegt, auf jeweils drei Fünftel der Höhe des weißen und des grünen Streifens übergreifend, das Gemeindewappen. Die Länge des Flaggentuchs verhält sich zur Höhe wie 5:3.

### Dienstsiegel
Das Dienstsiegel zeigt das Gemeindewappen mit der Umschrift „GEMEINDE GALLIN“.

## Sehenswürdigkeiten
- Fachwerk-Dorfkapelle Gallin
- Freilicht-Holzskulpturenausstellung in Gallin

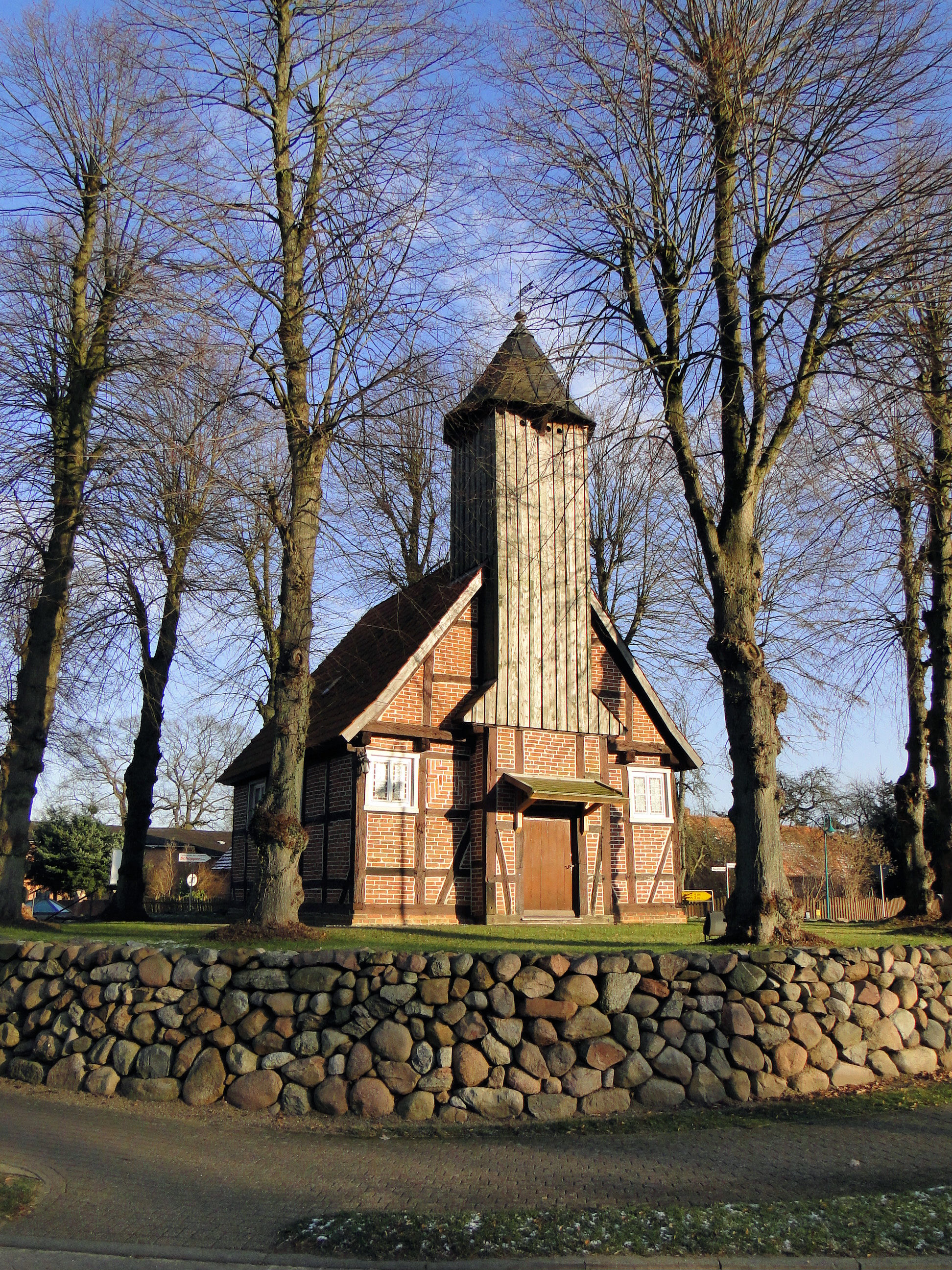
Fachwerkkapelle Gallin
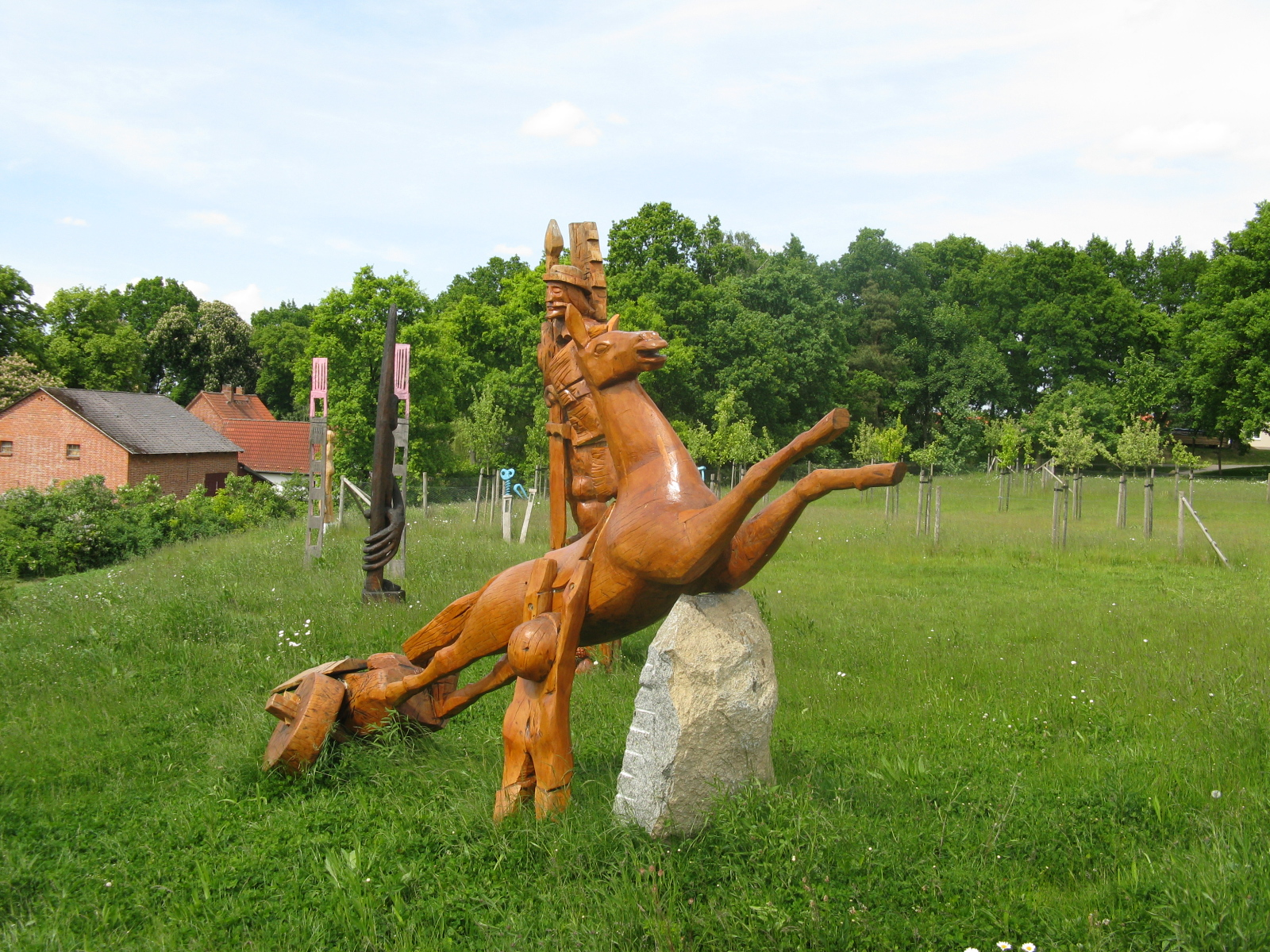
Holzskulpturenausstellung

## Verkehrsanbindung
Die Bundesstraße 195 durchquert die Gemeinde von Norden nach Süden. Die Bundesautobahn 24 verläuft etwa zwei Kilometer nördlich von Gallin und wird über den Anschluss Zarrentin erreicht. Der Anschluss Gallin besteht nur aus einer Abfahrt, die aus Richtung Hamburg nutzbar ist.
Die nächsten Bahnhöfe befinden sich in Schwanheide und Boizenburg/Elbe an der Bahnstrecke Hamburg–Berlin. Schwanheide ist etwa 14 Kilometer von Gallins Dorfkern entfernt, Boizenburg 16 Kilometer. Wochentags verbinden Buslinien der Ludwigsluster Verkehrsgesellschaft Gallin mit Boizenburg/Elbe.